# Costus nudicaulis
Costus nudicaulis är en enhjärtbladig växtart som beskrevs av John Gilbert Baker. Costus nudicaulis ingår i släktet Costus och familjen Costaceae.
Artens utbredningsområde är Gabon. Inga underarter finns listade.